# Giáo dục Ba Lan
Giáo dục bắt buộc ở Ba Lan bắt đầu từ sáu tuổi bằng lớp tiếp nhận bắt buộc - lớp "0" (tiếng Ba Lan zerówka hay klasa 0, theo nghĩa đen là Năm 0). Ở độ tuổi bảy tuổi, trẻ em bắt đầu học lớp 1 của Trường tiểu học (tiếng Ba Lan szkoła podstawowa) kéo dài đến 8 năm (trước năm 2017 là 6) và kết thúc bằng một kỳ thi. Sau đó, đến năm 2017, học sinh bắt buộc theo học trường trung học cơ sở trong ba năm (giáo dục trung học cơ sở) và đến cuối cấp sẽ phải trải qua một kỳ thi bắt buộc khác.
Bộ Giáo dục Ba Lan được thành lập bởi Vua Stanisław August Poniatowski vào năm 1773, và là bộ giáo dục đầu tiên trên thế giới, và truyền thống được tiếp nối. Chương trình đánh giá học sinh quốc tế khen ngợi các tiến bộ của giáo dục Ba Lan về toán học, khoa học và xóa mù chữ; số lượng người có thành tích cao đã tăng lên kể từ năm 2003 trong khi số người có thành tích thấp lại giảm. Năm 2014, Pearson/Economist Intelligence Unit đã xếp hạng nền giáo dục Ba Lan đứng thứ năm của Châu Âu và hạng mười các nền giáo dục tốt nhất thế giới.
Có một vài thay đổi trong giáo dục trung học phổ thông sau này, phổ biến nhất là thời gian bốn năm (trước năm 2017 là ba năm) học ở trường phổ thông (liceum) hay năm năm (trước năm 2017 là bốn năm) đối với trường kỹ thuật (technikum). Cả hai hình thức này đều kết thúc với kỳ thi tốt nghiệp (matura, tương đương với Tú tài Pháp), và có thể theo đuổi một số hình thức giáo dục đại học, đưa đến trình độ Cử nhân: licencjat hoặc inżynier (trình độ chuyên môn bậc một của Quy trình Bologna ở Ba Lan), Thạc sĩ: magister (trình độ chuyên môn bậc hai của Quy trình Bologna ở Ba Lan) và cuối cùng là Tiến sĩ: doktor (trình độ chuyên môn bậc ba của Quy trình Bologna ở Ba Lan). Hệ thống giáo dục Ba Lan cho phép 22 năm học liên tục, không bị gián đoạn.

## Giáo dục bắt buộc

### Bậc tiểu học
Bậc tiểu học bắt đầu từ bảy tuổi. Sau các thay đổi được đưa ra trong trong "Luật Giáo dục Trường học" năm 2016, trường tiểu học được kéo dài đến 8 năm. Ba năm đầu tiên là "hội nhập", một giáo viên sẽ chịu trách nhiệm dạy toàn bộ các môn học, trong khi ở 5 năm sau sẽ có các giáo viên bộ môn phụ trách. Cuối cấp tiểu học, học sinh sẽ thi viết trong bài kiểm tra năng lực bắt buộc quốc gia. Nếu hoàn thành bài thi này, học sinh sẽ được cấp chứng nhận hoàn thành bậc tiểu học. Phương cách sư phạm trong Hệ thống Giáo dục Ba Lan đối với trẻ em ở độ tuổi tuổi tiểu học tập trung vào việc học các sự việc và không bao gồm khái niệm khám phá hay khảo sát, không chú trọng tính cá nhân và các ý kiến.

### Bậc trung học cơ sở
Bậc trung học cơ sở (gimnazjum) gồm giáo dục trung học cơ sở và kết thúc giáo dục cơ bản tổng quan, và kéo dài trong ba năm. Các môn học được dạy gồm: tiếng Ba Lan, lịch sử, giáo dục công dân, hai ngoại ngữ, toán học, vật lý và thiên văn học, hóa học, sinh học, địa lý, mỹ thuật/ âm nhạc, công nghệ, công nghệ thông tin, giáo dục thể chất và tôn giáo hoặc đạo đức. Cuối chương trình giảng dạy, học sinh được đánh giá dựa trên các kết quả học tập liên tục và trong kỳ thi về nhân văn, khoa học và ngoại ngữ.
Sau cải cách năm 2016 của đảng cầm quyền PiS, các thay đổi trong hệ thống giáo dục Ba Lan dần được đưa ra. Bắt đầu từ năm học 2017/18, dự kiến trường trung học sẽ bị giải tán, các trường tiểu học được kéo dài đến tám năm và trường trung học phổ thông sẽ được kéo dài thêm một năm nữa, giống thời điểm trước năm 1999. Các trường học phải tổ chức đóng cửa hoặc thay đổi sang trường tiểu học hay trường trung học phổ thông trước ngày 1 tháng 9 năm 2019.

## Giáo dục trung học phổ thông
Giáo dục trung học bắt đầu khi giáo dục bắt buộc toàn thời gian vừa kết thúc, chuẩn bị cho học sinh trực tiếp bước vào thị trường lao động và/ hoặc giáo dục cấp thứ ba (chẳng hạn như đại học). Giáo dục trung học phổ thông có nhiều hình thức.
Có thể theo đuổi giáo dục phổ thông trong các trường trung học phổ thông (liceum): sau ba năm, học sinh có thể vượt qua kỳ thi "Matura" (tạm dịch: Tú tài) cho phép học lên đại học. Giáo dục nghề và kỹ thuật chủ yếu được dạy trong các trường kỹ thuật (technikum) và/ hoặc các trường dạy nghề cơ bản (zasadnicza szkoła zawodowa). Trường kỹ thuật kéo dài bốn năm và đưa đến bằng Matura. Mục tiêu chính là giảng dạy các nghề, phổ biến là nghề: kế toán, cơ khí, chuyên viên điện tử và nhân viên bán hàng. Các trường dạy nghề cơ bản giảng dạy nghề nghiệp và kéo dài trong hai năm để có được chứng nhận năng lực trong các lĩnh vực khác nhau, phổ biến có: trợ lý cửa hàng, đầu bếp, làm vườn, cơ khí ô tô, cắt tóc và làm bánh. Học sinh tốt nghiệp từ các trường dạy nghề cơ bản có thể vượt qua kỳ thi Matura sau khi theo học một chương trình học thêm hai năm tại trường trung học phổ thông, hoặc từ năm 2004, là ba năm tại trường kỹ thuật. Đặc trưng của trường trung học phổ thông (liceum profilowane) là đưa ra một nền giáo dục nghề nghiệp trong ba năm, nhưng chỉ trong các lĩnh vực được mô tả trong Phân loại Hoạt động của Ba Lan (PKD). Ngoài ra, các học sinh khuyết tật về tinh thần và/ hoặc thể chất có thể theo học ở các trường chuyên biệt (szkoła specjalna) trang bị cho kỳ thi Matura trong ba năm.

## Giáo dục sau trung học phổ thông

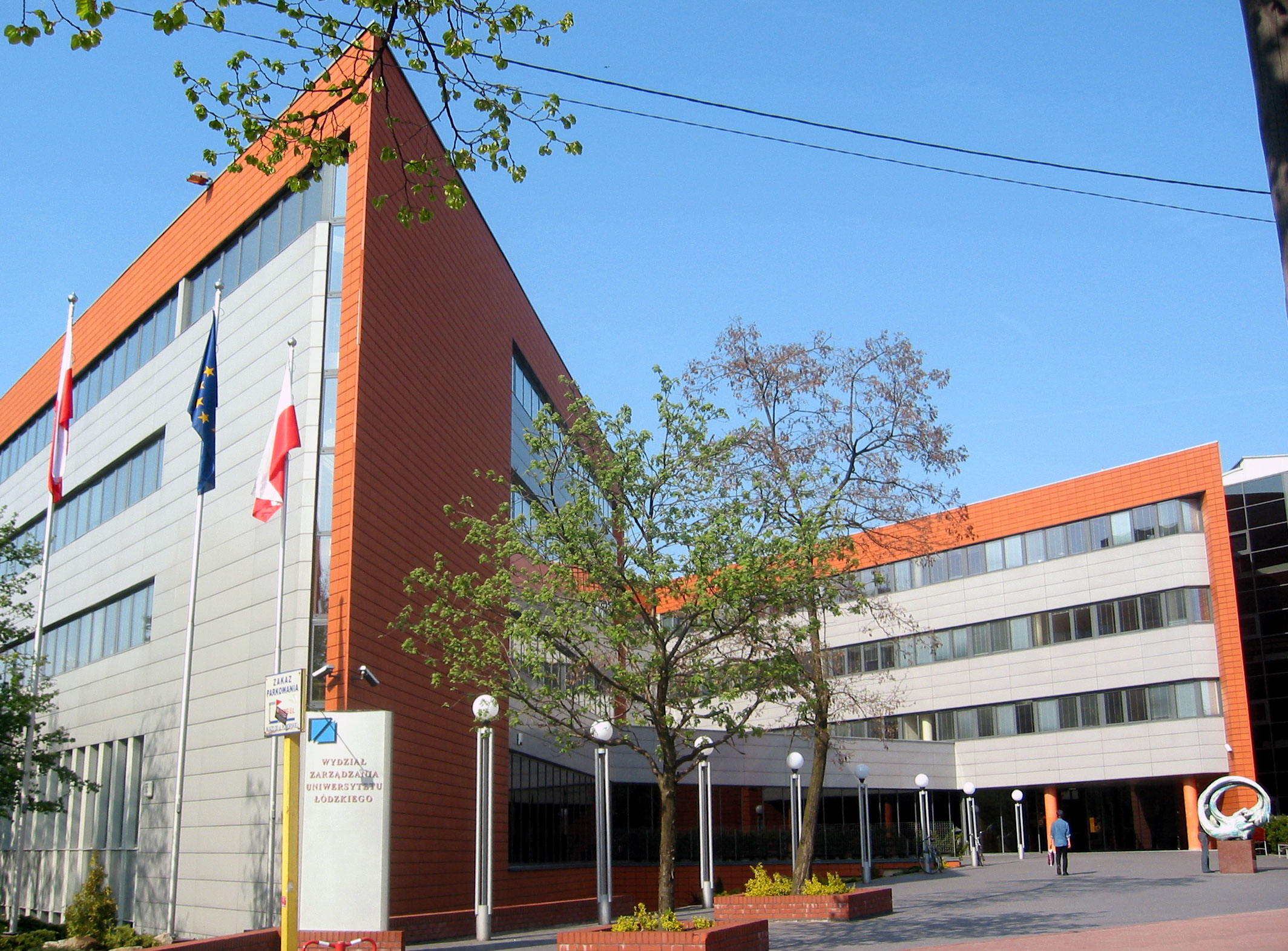
Khoa Quản lý, Đại học Łódź

Ba Lan theo hệ thống Bologna và hầu hết các chương trình giáo dục sau trung học phổ thông đều được lập thành hai giai đoạn: một bằng cử nhân ba năm sau đó là bằng thạc sĩ hai năm. Tuy nhiên, một vài văn bằng thạc sĩ được trao sau một chương trình học cho giai đoạn dài duy nhất, kéo dài từ bốn đến sáu năm (Chẳng hạn như: năm năm cho ngành dược, sáu năm cho ngành y). Các chương trình tiến sĩ được hoàn thành trong khoảng ba năm. Văn bằng của các giáo viên tiểu học đòi hỏi ba năm học trong trường cao đẳng đạo tạo giáo viên. Giáo dục hướng nghiệp do trường post-secondary (szkola policealna, tạm dịch: sau trung học) đảm trách với các chương trình kéo dài hai năm rưỡi.

### Hệ thống chấm điểm ở trình độ đại học
Giáo dục bậc đại học sử dụng hệ thống số đếm từ 2 đến 5, với hầu hết các thang điểm đều có 0.5 điểm tăng, để cho điểm: 2.0 là điểm trượt, 3.0 là điểm đậu thấp nhất, sau đó đến 3.5, 4.0, 4.5, và 5.0 là điểm cao nhất. Không có điểm 2.5. Thỉnh thoảng vẫn có điểm 5.5 hoặc 6.0 với điểm "cao hơn kỳ vọng" grade, nhưng điểm này sẽ khác nhau giữa các trường đại học và có thể tương đương với điểm 5.0 vì một vài mục đích. Tương tự, "3-" thỉnh thoảng vẫn được cho điểm (nhưng rất hiếm) như là điểm "đủ điểm đậu", nhưng với toàn bộ các mục đích chính thức thì điểm này tương đương với 3.0.
Việc cho điểm được hoàn thành ở mỗi học kỳ (hai lần trong năm), chứ không phải chỉ một lần cho một năm học. Tùy vào môn học, điểm tổng kết có thể dựa vào kết quả của một kỳ thi hoặc dựa vào việc thực hiện của sinh viên trong toàn bộ học kỳ. Ở trường hợp thứ hai, hệ thống điểm thường được sử dụng hơn là thang điểm 2–5. Các điểm tích lũy trong học kỳ được cộng và chuyển thành điểm tổng kết theo một số thang điểm.
Điểm không đạt nghĩa là phải học lại môn bị trượt, và thường có thể được điều chỉnh trong kỳ thi lại (và trong một vài trường hợp cũng như trong một "hội đồng thi" đặc biệt), việc thi lại là tự do lựa chọn của sinh viên và một số lượng đáng kể sinh viên trượt một lớp trong kỳ thi đầu tiên là khá phổ biến.

## Ngoại ngữ
Học sinh các trường Ba Lan thường học một hoặc hai ngoại ngữ. Năm học 2005/06, tỉ lệ các học sinh học ngoại ngữ trong các trường học Ba Lan là: tiếng Anh – 67.9%, tiếng Đức – 33.3%, tiếng Pháp – 13.3%, tiếng Tây Ban Nha – 10.2%, tiếng Nga – 6.1%, tiếng Ý – 4.3%, tiếng Latinh – 0.6%.
Năm học 2005/06, có khoảng 49,200 học sinh trong các trường học dành cho các dân tộc thiểu số, phần lớn trong số đó là trường dạy tiếng Đức, tiếng Kashubia, tiếng Ukraina và tiếng Belarus.
Theo cải cách giáo dục được Bộ trưởng Bộ giáo dục Ba Lan - Katarzyna Hall, đưa ra, học sinh các trường trung học của Ba Lan phải học hai ngoại ngữ khác nhau. Ngoại ngữ đầu tiên (thường là tiếng Anh) được giảng dạy ba lớp mỗi tuần. Ngoại ngữ thứ hai được dạy hai lớp mỗi tuần. Cải cách đưa ra hai cấp độ khác nhau cho kỳ thi - cấp độ cao (nếu học sinh học cùng ngôn ngữ được học ở trường tiểu học) và cấp độ tiêu chuẩn (nếu học sinh học ngôn ngữ đầu tiên ở trường trung học cơ sở). Các kết quả của kỳ thi ngôn ngữ ở trường trung học cơ sở sẽ góp phần vào tiêu chí xét tuyển vào trường trung học phổ thông.

## Lịch sử
Giáo dục cho xã hội Ba Lan là một mục tiêu của các nhà cầm quyền ngay từ thế kỷ 12, và Ba Lan sớm trở thành một trong những quốc gia có nền giáo dục tốt nhất Châu Âu. Danh mục thư viện của Văn phòng Giáo hội của Kraków có niên đại từ năm 1110 thể hiện rằng từ đầu thế kỷ 12, các trí thức Ba Lan đã tiếp cận với nền văn học Châu Âu. Đại học Jagiellonia được Vua Casimir III thành lập ở Kraków vào năm 1364 là một trong những trường đại học lâu đời nhất Châu Âu. Năm 1773, Vua Stanisław August Poniatowski đã thành lập Ủy ban Giáo dục Quốc gia (Komisja Edukacji Narodowej), Bộ giáo dục nhà nước đầu tiên trên thế giới.
Trường đại học đầu tiên của Ba Lan, Trường Đại học Jagiellonia ở Kraków đã được hình thành năm 1364 bởi Casimir III Vĩ đại, đặt trụ sở ở Kraków. Đây là ngôi trường cổ nhất Ba Lan và là trường lâu đời thứ hai ở Trung Âu (sau Đại học Karl ở Praha) và là một trong các trường đại học lâu đời trên thế giới. Casimir III nhận ra rằng quốc gia cần một tầng lớp những con người có học hành, đặc biệt là những luật sư - những người có thể hệ thống hóa luật pháp của đất nước và quản lý các tòa án và văn phòng. Những nỗ lực thành lập một cơ sở giáo dục đại học ở Ba Lan đã được Giáo hoàng Urbanô V khen thưởng khi cho phép Casimir III Vĩ đại mở Trường Đại học ở Kraków.
Ở thế kỷ 16, 90% giáo xứ ở Lesser Poland và Greater Poland có các trường học dạy ngữ pháp và tiếng Latinh ở mức độ căn bản, trong khi giáo dục trung học có mặt ở các thành phố và thị trấn lớn hơn. Tại Trường Đại học Jagiellonia, 65% sinh viên xuất thân thành thị, 25% thuộc gia đình quý tộc và 10% là từ các gia đình nông dân.
Ý tưởng về giáo dục bắt buộc được Andrzej Frycz Modrzewski đưa ra vào 1555. Sau khi phân chia Ba Lan, giáo dục bắt buộc được chính quyền Phổ đưa ra với các tỉnh của Ba Lan dưới quyền quản lý của nước Phổ (năm 1825), và chính quyền Áo áp dụng với Galicia (năm 1873). Ở Đế quốc Nga, không tồn tại khái niệm giáo dục bắt buộc. Kết quả là vào năm 1921, sau khi Ba Lan giành lại được độc lập, một phần ba dân số của Đệ Nhị Cộng hòa Ba Lan không biết chữ. Tỉ lệ thất học ở phía đông là rất cao nhưng khái niệm này lại hầu như không tồn tại với các tỉnh phía tây. Giáo dục bắt buộc ở Ba Lan được đưa ra trong một nghị định hồi tháng 2 năm 1919. Nghị định này quy định cho toàn bộ trẻ em từ 7 đến 14 tuổi. Tuy nhiên, ban đầu nhà nước mới Ba Lan mới thành lập phải đối mặt với rất nhiều vấn đề trong việc thực hiện nghị định – thiếu các giáo viên có trình độ, cơ sở vật chất và nguồn vốn thực hiện. Sau Chiến tranh thế giới thứ hai, giáo dục bắt buộc vẫn là một trong những ưu tiên hàng đầu của chính phủ. Tính đến năm 1978, chỉ 1.2% dân số Ba Lan thất học. Ở Ba Lan, giáo dục bắt buộc kết thúc vào năm 18 tuổi; việc giáo dục thường bắt đầu khi trẻ 6 tuổi và kết thúc sau 12 năm học (thường là trường trung học phổ thông). Luật pháp Ba Lan đương đại phân biệt giữa trường học bắt buộc (obowiązek szkolny) và giáo dục bắt buộc (obowiązek nauki).
Một cuộc cải cách lớn của hệ thống giáo dục diễn ra vào năm 1999 làm thay đổi toàn bộ cấu trúc tổ chức năm học từ 8 (trường tiểu học) + 4 (trung học phổ thông/liceum) trong nền giáo dục cũ thành 6 (tiểu học) + 3 (trung học cơ sở, gimnazjum) + 3 (trung học phổ thông, liceum). Cuộc cải cách đã tăng thời gian dành cho các môn học chính và làm chậm thời gian học nghề (lyceum) thêm 1 năm. Xếp hạng giáo dục của OECD về đọc và khoa học ở Ba Lan đã chuyển từ mức dưới trung bình lên hàng top 10, và lên hàng top 15 đối với toán học.

### Các cải cách của Đảng PiS năm 2016
Chính phủ đảng PiS của Ba Lan đã đưa ra một cuộc cải cách giáo dục lớn vào năm 2016 để thực hiện liên tục trong ba năm học, bắt đầu từ năm học 2017/2018. Cuộc cải cách quay trở lại cấu trúc tổ chức tổng thể từ 6 (tiểu học) + 3 (trung học cơ sở) + 3 (trung học phổ thông) năm giáo dục thành 8 (trường tiểu học) + 4/5 (trường trung học phổ thông) năm. Theo giáo viên lịch sử Anna Dzierzgowska, cuộc cải cách kế tục việc lấy Ba Lan làm trung tâm và tập trung vào việc Eurocentric (tạm dịch: lấy các nước Châu Âu làm trọng tâm) của giáo trình lịch sử trước đó, loại bỏ Phong trào không liên kết ra khỏi đề cương và tập trung vào các lãnh đạo chính trị và quân sự, vào giới quý tộc, bỏ qua vai trò lịch sử của các tầng lớp xã hội thấp hơn. Thuật ngữ chủ nghĩa cộng sản bị loại bỏ khỏi việc giảng dạy về thế kỷ 19 - khoảng thời gian mà thuật ngữ này được gọi tên là chủ nghĩa xã hội, và chỉ xuất hiện sau này khi liên kết với Cộng hòa Nhân dân Ba Lan. Dzierzgowska lập luận rằng khái niệm chủ nghĩa dân tộc về mặt lịch sử chỉ có từ thế kỷ 19 nhưng được sử dụng quá thường xuyên trong chương trình giảng dạy mới, không tạo đủ bối cảnh địa lý cho học sinh.

## Bạo lực
Năm 2006, phản hồi về vụ việc tự tử của một cô gái sau khi bị quấy rối tình dục ở trường, Bộ trưởng Bộ Giáo dục Ba Lan Roman Giertych đã phát động một cuộc cải cách trường học "không khoan nhượng". Theo kế hoạch này, các giáo viên sẽ có tư cách pháp nhân của những người công vụ, những tội ác mang tính bạo lực chống lại họ sẽ bị trừng trị bằng hình phạt cao hơn. Những người đứng đầu đội ngũ giáo viên (tương đương với hiệu trưởng ở Mỹ), về mặt lý thuyết sẽ có thể đưa những học sinh hung hăng đi thực hiện lao động công ích và cha mẹ của những học sinh này cũng có thể bị phạt. Các giáo viên không báo cáo các hành vi bạo lực ở trường học có thể phải đối mặt với án phạt.